# Ignacio Ratti
Ignacio Ratti (n. 5 de abril de 1994) es un  futbolista uruguayo. Juega de mediocampista, y su último equipo fue El Tanque Sisley de la primera división de Uruguay. En 02/2018 El Tanque se queda sin dinero y deudas mayores a lo esperado y los jugadores deciden "renunciar".
Hoy continúa en actividad en la primera división de Huracán del Paso de la Arena.

## Trayectoria
Su primer club fue Progreso (baby fútbol); luego pasó a River Plate, donde se formó profesionalmente. Durante el año 2016 jugó en el Club Atlético Progreso y en 2017 se unió a las filas de El Tanque Sisley

## Selecciones nacionales juveniles
Ha sido internacional con las distintas selecciones juveniles uruguayas en varias ocasiones. Jugó un sudamericano Sub-15 y el sudamericano Sub-17 de Ecuador (2011). También disputó el mundial Sub-17 México (2011), donde Uruguay obtuvo el segundo lugar. Participó además de la preseleccion sub-20 y sub-23 sin la posibilidad de competir oficialmente con las mismas.